# یوجی ناکائه
یوجی ناکائه (انگلیسی: Yuji Nakae؛ زادهٔ ۱۶ نوامبر ۱۹۶۰) کارگردان فیلم، و فیلم‌نامه‌نویس اهل ژاپن است.